# Admirable de Courtiller (cépage)
L'admirable de Courtiller, ou blanc de Courtiller, ou oserie, est un cépage créé par le docteur Auguste Courtiller dans les années 1840, il est issu du croisement entre le bicane (de) et le chasselas. Aujourd'hui, l'admirable n'est plus beaucoup utilisé. Il est inscrit au catalogue officiel des variétés de vigne de raisins de table liste A1.

## Caractéristiques
Moyennement rustique, produit en bonne quantité quand il est planté sur un sol sec et exposé. Il supporte mal le froid.
La superficie plantée passe de 909 ha en 1958 à 6,9 ha en 2018.
Il est produit exclusivement comme raisin de table.